# 格氏穗躄魚
格氏穗躄魚是輻鰭魚綱鮟鱇目躄魚亞目躄魚科的其中一種，為熱帶海水魚，分布於澳洲海域，為特有種，棲息深度0-60公尺，體長可達16公分，棲息在沿海礁石區，生活習性不明。